# Lista de nebulosas planetárias
Segue abaixo uma lista incompleta das nebulosas planetárias conhecidas.

## Hemisfério norte
| Imagem | Nome                                            | Catálogo Messier | NGC              | Outras designações | Data de descoberta     | Distância (al)   | Magnitude aparente (visual) | Constelação    |
| ------ | ----------------------------------------------- | ---------------- | ---------------- | ------------------ | ---------------------- | ---------------- | --------------------------- | -------------- |
|        |                                                 |                  | NGC 6751         |                    |                        | 6.5              | 15.8                        | Aquila         |
|        |                                                 |                  | NGC 6210         |                    |                        | 4.7              | 9.3                         | Hercules       |
|        |                                                 |                  | NGC 40           |                    | 1788                   | 3.5              | 11.4                        | Cepheus        |
|        | Nebulosa do Caranguejo                          |                  | NGC 1952         |                    | 1788                   | 6.3              | 8,4                         | Taurus         |
|        | Fantasma de Júpiter                             |                  | NGC 3242         |                    | 1785                   | 1.4              | 8.6                         | Hydra          |
|        | Blinking Planetary                              |                  | NGC 6826         |                    |                        | 2.0              | 8.8                         | Cygnus         |
|        | Nebulosa do Haltere                             | M27              | NGC 6853         |                    | 1764                   | 1.36 +0.16 −0.21 | 7.5                         | Vulpecula      |
|        | Nebulosa do Anel                                | M57              | NGC 6720         |                    | 1779                   | 2.3 +1.5 −0.7    | 9                           | Lyra           |
|        | Nebulosa do Esquimó                             |                  | NGC 2392         |                    | 1787                   | 2.9 (aprox.)     | 10.1                        | Gemini         |
|        | Nebulosa Borboleta                              |                  | NGC 6302         |                    | 1888 (anterior à data) | 3.4 ± 0.5        | 7.1B                        | Scorpius       |
|        | Nebulosa Olho de gato                           |                  | NGC 6543         |                    | 1786                   | 3.3 ± 0.9        | 9.8B                        | Draco          |
|        | Nebulosa do Pequeno fantasma                    |                  | NGC 6369         |                    | 1800 (anterior à data) |                  | 9.9                         | Ophiuchus      |
|        | Nebulosa da Medusa                              |                  |                  | Abell 21           | 1955                   | 1.0 (aprox.)     | 15.99                       | Gemini         |
|        | Nebulosa Saturno                                |                  | NGC 7009         |                    | 1782                   | 3.0 (aprox.)     | 12.8                        | Aquarius       |
|        |                                                 |                  | NGC 7027         |                    | 1878                   | 3.0 (aprox.)     | 10                          | Cygnus         |
|        | Nebulosa de Hélix                               |                  | NGC 7293         |                    | 1824                   | 0.68 +0.15 −0.08 | 13.5                        | Aquarius       |
|        | Nebulosa do Pequeno Haltere                     | M76              | NGC 650, NGC 651 |                    | 1780                   | 3.4 (aprox.)     | 10.1                        | Perseus        |
|        | Nebulosa da Coruja                              | M97              | NGC 3587         |                    | 1781                   | 2.6 (aprox.)     | 9.9                         | Ursa Major     |
|        | Nebulosa da Aranha Vermelha                     |                  | NGC 6537         |                    | 1888 (anterior à data) | 3.9 (aprox.)     | 11.9                        | Sagittarius    |
|        | Nebulosa do Jato duplo ou Nebulosa da Borboleta |                  |                  | M2-9               | 1947                   | 2.1              | 14.7                        | Ophiuchus      |
|        | Nebulosa da Pegada                              |                  |                  | M1-92              | 1946                   | 15.0 (máximo)    | 11.7                        | Cygnus         |
|        |                                                 |                  | NGC 2346         |                    | 1802                   | 3.9 (aprox.)     | 11.9                        | Monoceros      |
|        |                                                 |                  |                  | Abell 39           | 1955                   | 6.8 (aprox.)     | 13.7                        | Hercules       |
|        | Jones-Emberson 1                                |                  |                  | PK 164+31.1        | 1939                   | 1.6 (aprox.)     | 14.0                        | Lynx           |
|        | Nebulosa fatia de limão                         |                  |                  | IC 3568            | 1918                   | 4.5 (aprox.)     | 12                          | Camelopardalis |
|        | Bolha Cisne                                     |                  |                  | PN G75.5 1.7       | 2008                   | 4 (aprox.)       |                             | Cygnus         |

## Hemisfério sul
| Imagem | Nome                        | Catálogo Messier | NGC      | Outras designações | Data de descoberta     | Distância (al) | Magnitude aparente (visual) | Constelação |
| ------ | --------------------------- | ---------------- | -------- | ------------------ | ---------------------- | -------------- | --------------------------- | ----------- |
|        | Elmo de Thor                |                  | NGC 2359 |                    |                        | 15             | 11.45                       | Canis Major |
|        |                             |                  |          | Hen 2-47           |                        | 6.6            |                             | Carina      |
|        |                             |                  | NGC 6565 |                    |                        |                |                             | Sagittarius |
|        | Nebulosa do Anel do sul     |                  | NGC 3132 |                    | 1888 (anterior à data) | 2.6 (aprox.)   | 9.87                        | Vela        |
|        |                             |                  | NGC 2438 |                    | 1786                   | 2.9 (aprox.)   | 11.5                        | Puppis      |
|        | Nebulosa da Retina          |                  |          | IC 4406            | 1888-1907              | 2.0 (aprox.)   |                             | Lupus       |
|        |                             |                  | NGC 2440 |                    | 1790                   | 3.6 (aprox.)   | 9.3                         | Puppis      |
|        | Nebulosa do Espirógrafo     |                  |          | IC 418             | 1888-1894              | 1.3 (aprox.)   | 9.6                         | Lepus       |
|        | Nebulosa Stingray           |                  |          | Hen 3-1357         | 1989                   | 18 (aprox.)    | 10.75                       | Ara         |
|        | Nebulosa Planetária Espiral |                  | NGC 5189 |                    | 1835                   | 2.6 (aprox.)   | 9.5                         | Musca       |
|        |                             |                  |          | Mz 1               | 1922                   | 3.4 ± 0.5      | 12.0                        | Norma       |
|        | Nebulosa da Formiga         |                  |          | Mz 3               | 1922                   | 8.0 (aprox.)   | 13.8                        | Norma       |
|        | Shapley 1                   |                  |          | PLN 329+2.1        | 1936                   | ~1             | 12.6                        | Norma       |
|        | Nebulosa da Ampulheta       |                  |          | MyCn 18            | 1996                   | 8.0 (aprox.)   | 13.0                        | Musca       |
|        |                             |                  | NGC 3918 |                    | 1834                   | 4.9            | 8.5                         | Centaurus   |